# Уэлле, Марис
Марис Мизанин (англ. Maryse Mizanin), в девичестве Уэлле (фр. Ouellet, род. 21 января 1983, Монреаль, Квебек) — франкоканадская модель, рестлер, выступающая в WWE на бренде Raw под именем Марис.
Марис работала в модельном бизнесе и была победительницей Miss Hawaiian Tropic Canada в 2003 году. В 2006 году она приняла участие в конкурсе WWE по поиску молодых талантов «Поиск Див», благодаря чему её заметило руководство компании и подписало с ней контракт. Первоначально она работала в подготовительных отделениях WWE Ohio Valley Wrestling (OVW) и Florida Championship Wrestling (FCW). В марте 2008 года Марис впервые появилась в одном из основных брендов компании — SmackDown! — в качестве участницы соревнования купальников, через 3 месяца дебютировала на ринге, а уже в декабре 2008 года завоевала свой первый титул чемпионки див WWE, который удерживала семь месяцев. В апреле 2009 года, в результате драфта была переведена в бренд Raw, где в феврале 2010 года завоевала свой второй чемпионский титул, став первым в истории рестлером, владевшим этим титулом более одного раза. В марте 2011 года Уэлле стала ведущей NXT и занимала эту должность до своего увольнения из компании в октябре этого же года.
После ухода из WWE Марис объявила о планах создать собственную линию одежды и драгоценностей House of Maryse, а позже начала работать риелтором.

## Ранняя жизнь
Уэлле родилась в Монреале (Канада), а выросла в Эдмундстоне. В старшей школе она была единственной девочкой в классе и руководила школьным показом моды, а также разработала собственную серию косметической продукции.
Уэлле начала карьеру модели с участия в конкурсах красоты. В 2003 году она стала победительницей Miss Hawaiian Tropic Canada, а в 2004 году заняла второе место в международном финале Miss Hawaiian Tropic 2004. В 2007 году её фотография была напечатана на обложке календаря Playboy Girls of Canada.

## Карьера в рестлинге

### World Wrestling Entertainment

#### «Поиск Див» и тренировки (2006—2008)
Летом 2006 года Уэлле прошла кастинг и стала одной из восьми участниц программы WWE по поиску новых талантов «Поиск Див WWE». Но долго продержаться там Марис не удалось — 24 июля она была отсеяна второй. Несмотря на столь быстрый вылет из конкурса, WWE предложили Марис контракт и пригласили её посетить тренировочную площадку Ohio Valley Wrestling (OVW). Позже девушка в одном из интервью рассказала, что была «очень, очень рада», так как стать дивой WWE было её мечтой, а её кумиром и вдохновителем на участие в шоу была Лита.
24 августа 2006 года WWE официально подписали контракт с девушкой и Марис отправили на тренировку в OVW. Уже в декабре Уэлле дебютировала на ринге. В марте 2007 года она стала участвовать в разогревочных боях OVW перед тем, как шоу пускались в прямом эфире по телевидению. В середине 2007 года Уэлле стала менеджером Сильвана Гринера. В то же время WWE открыло новую тренировочную площадку — Florida Championship Wrestling (FCW) и девушку сразу перевели туда. В FCW Марис дебютировала 25 сентября, сыграв вместе с Лейси Вон Эрих роль валета Райана О’Райли. Позже она стала выступать на ринге в одиночных и командных боях, а в декабре 2007 года стала менеджером Теда Дибиаси младшего. Девушка сопровождала рестлера во время его выходов на ринг, в том числе тогда, когда Тед завоевал титул Южного чемпиона FCW в тяжёлом весе.

#### SmackDown! (2006—2008)

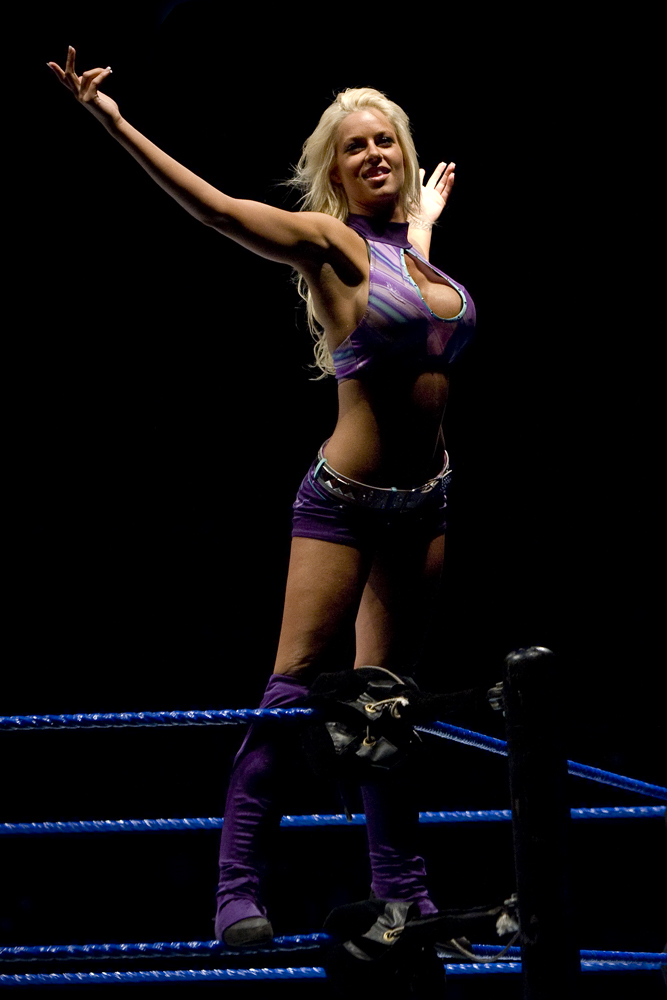
Марис в сентябре 2008 года

22 сентября 2006 года, во время премьеры SmackDown! на CW Network, Уэлле приветствовала зрителей Монреаля на французском языке. Первое полноценное участие Марис, показанное по телевидению, состоялось 21 мая 2007 года, когда она вышла на ринг под свою музыкальную тему и представила новый клип американского репера Timbaland на песню «Throw It on Me», в съёмках которого она также принимала участие.
К началу 2008 года, когда Марис стала постоянно участвовать в шоу SmackDown, за девушкой уже закрепился образ самовлюблённого персонажа и она стала отыгрывать роль злодея. 7 марта 2008 года она вместе с Викторией, Мишель Маккул, Ив Торрес и Черри приняла участие в конкурсе купальников, который закончился дракой Марис и Торрес. На следующей неделе вновь прошёл конкурс купальников, в котором Марис стала первой выбывшей. 28 марта Марис в команде с Викторией приняла участие в матче «Wet and Wild», где их соперниками были Черри и Маккул. Вскоре группировка Deuce 'n Domino разорвала отношения со своим менеджером Черри и на её место пригласили Уэлле, что спровоцировало вражду между девушками. Это привело к дебютному одиночному поединку Марис на ринге. 16 мая она проиграла Черри, но уже на следующей неделе сумела взять реванш. В течение следующих нескольких недель Марис совместно с Викторией и Натальей участвовали в командных матчах против Черри, Маккул и Марии. В одном из таких боёв, в результате неудачного приёма Марии, Уэлле получила травму — сломанный нос.

#### Чемпионка див (2008—2010)
Свой первый матч за титул чемпионки див Марис провела в сентябре 2008 года, но на шоу Unforgiven она не смогла одолеть Мишель Маккул, в результате чего началась вражда между двумя дивами. Вначале Уэлле проиграла матч-реванш, а 23 сентября победила Мишель на ECW в нетитульном поединке. После месячного отсутствия Марис вернулась на ноябрьском шоу Survivor Series, приняв участие в матче на выбывание между дивами SmackDown! и Raw. В нём девушке удалось продержаться дольше всех из своей команды, но, в итоге, и её вывели из боя. 19 декабря Марис и Мария боролись за право на титульный матч с Мишель. Марис победила Марию, а на следующей неделе она победила и Мишель, став новой чемпионкой див. Специальным судьей в этом матче была Мария. 28 декабря 2008 года Марис в матче с Близняшками Белла вывихнула ногу после неудачного приёма одной из сестёр. Обследование после матча показало, что повреждение было несерьёзным и девушка сможет вернуться на ринг в ближайшие несколько недель. Марис вернулась к выступлениям 23 января 2009 года на шоу SmackDown, но не как участница боёв, а как комментатор женского матча. К выступлениям на ринге она вернулась лишь 20 февраля, приняв участие вместе с Мишель Маккул в командном матче против Марии и Ив Торрес. 5 апреля Уэлле приняла участие в королевском бое див на Рестлмании XXV, в котором победу одержал Сантино Марелла.
13 апреля во время драфта WWE 2009 года Марис перешла в Raw. Таким образом титул чемпионки див WWE также перешёл в бренд Raw. Дебют на Raw у Марис состоялся 27 апреля, когда она вместе с Бет Финикс, Розой Мендес и Джиллиан Холл проиграла командный поединок Микки Джеймс, Сантине Марелло, Бри Белле и Келли Келли. Вмешательство Уэлле в королевский бой стоило Микки Джеймс победы, что привело к вражде между двумя девушками. На следующей неделе Марис проиграла Келли Келли в результате дисквалификации в титульном поединке, однако сохранила титул за собой. В матче-реванше же чемпионка оказалась сильнее претендентки. 26 июля на pay-per-view Night of Champions Марис проиграла титул Микки Джеймс. Несмотря на то, что она была всего лишь второй чемпионкой див, Марис удерживала титул 216 дней, что более чем на пять лет станет рекордом WWE, пока в январе 2014 года Эй Джей Ли не превзошла её достижение.
После проигрыша чемпионского титула Марис некоторое время не появлялась на ринге в связи с операцией на колене. Возвращение Марис состоялось 23 ноября, когда она в образе The Gobbledy Gooker исполняла обязанность хронометриста в командном матче див. После матча она раскрыла себя и напала на Мелину. Уже на следующей неделе Марис вернулась на ринг, приняв участие в командном поединке, который был выигран благодаря её удержанию Мелины.
В начале 2010 года титул чемпиона див WWE стал вакантным и был проведён турнир по определению нового чемпиона. Марис приняла участие в турнире, одержав победы над Бри Беллой и Ив Тореес в первом раунде и полуфинале соответственно. В финале Уэлле победила Гейл Ким и во второй раз завоевала чемпионский титул. Первоначально планировалось провести финал этого турнира на шоу Elimination Chamber, но вместо него на платном шоу прошёл командный матч Марис и Гейл Ким против ЛейКул, победу в котором одержали последние. 12 апреля, спустя два месяца Марис проиграла титул Ив Торрес, а на шоу Over the Limit и Fatal 4-Way проиграла матчи-реванши.

#### Менеджер Теда Дибиаси и NXT (2010—2011)

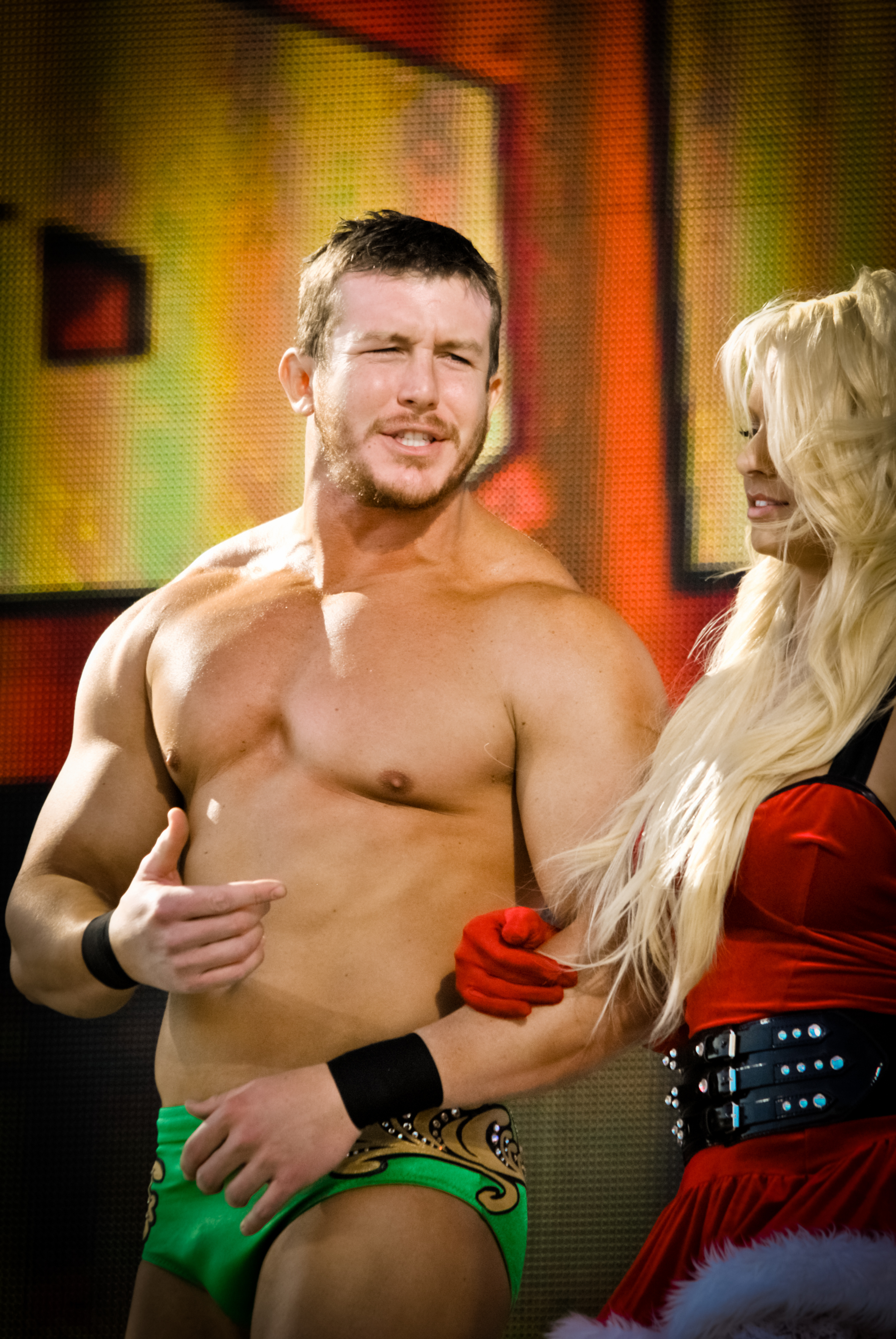
Марис в роли валета Дибиаси в декабре 2010 года

21 июня 2010 года Тед Дибиаси уволил Вирджила и Марис стала его новым персональным помощником. 30 ноября пара была назначена наставниками Бродуса Клея в четвёртом сезоне NXT. 13 декабря на шоу Raw Марис приняла участие в королевском бое, победитель которого должен был получить Slammy Award в номинации «Дива года», но была выбита Натальей. 25 января 2011 года Клей отказался от своих учителей и перешёл под опеку Альберто Дель Рио. В конце сентября 2010 года Уэлле была втянута в сюжетную линию с Голдастом, согласно которой последний украл чемпионский пояс «На миллион долларов» у Дибиаси. Этот сюжет вылился в смешанный командный бой Марис с Дибиаси против Голдаста и Аксаны.
8 марта Марис вместе с Мэттом Страйкером стала ведущей NXT. Работая в NXT Redemption девушка была вовлечена в несколько романтических сюжетных линий с такими рестлерами, как Ёси Тацу, Лаки Кэннон и Хорнсвоггл. В августе Уэлле перенесла операцию по удалению грыжи. Поэтому Марис не появлялась на ринге в качестве бойца, а являлась ведущей пятого сезона NXT. Осенью Марис попросила об увольнении и 28 октября 2011 года была отпущена из WWE.

### Независимые федерации (2012)
5 октября 2012 года Марис приняла участие в шоу федерации Family Wrestling Entertainment Back 2 Brooklyn, во время которого комментировала события. Позже она начала регулярно комментировать женские матчи этой федерации.

### Возвращение в WWE (2016—н.в.)
После длительного отсутствия Марис появилась на шоу WWE 4 апреля 2016 года, когда она вышла к рингу во время матча за титул интерконтинентального чемпиона между Заком Райдером и её мужем Мизом. Во время поединка она отвлекла Райдера, ударив его отца, находившегося в зрительном зале, что позволило Мизу одержать победу и завоевать чемпионский титул. 7 апреля произошло официально представление девушки на шоу SmackDown и она вновь находилась возле ринга во время матча-реванша между Райдером и Мизом.

## Стиль и роль в WWE
Уэлле попала в WWE приняв участие в программе компании по поиску новых талантов «Поиск Див WWE». И хотя она выбыла уже во втором раунде, WWE разглядели в ней харизму и перспективы стать звездой. Первоначально Марис участвовала в разогревочных поединках и исполняла роль менеджера и валета рестлеров-мужчин. Однако попав в основной состав WWE девушка стала одной из самых прогрессирующих див и уже через полгода завоевала свой первый чемпионский титул, который удерживала 216 дней — на то время рекордное количество дней для этого титула. Практически всю свою карьеру Марис исполняла роль самовлюблённого персонажа. В одном из интервью она рассказала, что идея этого образа принадлежала ей и она сама попросила руководство компании дать ей возможность стать хилом. В конце своей карьеры в WWE она вновь вернулась к роли валета, но из-за того, что компания не давала Дибиаси и ей возможность проявить себя, их союз распался.

## Другие проекты

### Карьера модели и актрисы
Карьеру в модельном бизнесе Марис начала в качестве участницы конкурсов красоты, став победительницей в конкурсе Miss Hawaiian Tropic Canada 2003 и вице-мисс в международном финале Miss Hawaiian Tropic 2004. Позже Марис появилась в различных газетах, журналах, телевизионных программах в Канаде, а также на обложке специального выпуска журнала Playboy летом 2006 года и для обложки календаря Playboys 2007 Girls of Canada. В апреле 2007 года Марис появилась в музыкальном видео Тимбаленда «Throw It On Me». В январе 2009 года Уэлле вместе с Ив Торрес и Мишель Маккул снялась для журнала Muscle & Fitness. Она также вместе с Кэндис Мишель, Микки Джеймс и Ив Торрес участвовала в реалити-шоу Криса Джерико Redemption Song. Кроме того, она давала интервью различным газетам, включая Tokyo Headline, а в октябре 2010 года её фотография была напечатана на обложке Sessions Magazine. В 2015 году Уэлле дебютировала в кино, снявшись в фильме «Акулий торнадо 3».

#### Фильмография
| Год  |    | Русское название                | Оригинальное название      | Роль                                                  |
| ---- | -- | ------------------------------- | -------------------------- | ----------------------------------------------------- |
| 2008 | с  |                                 | Redemption Song            | гостевая роль                                         |
| 2015 | тф | Акулий торнадо 3                | Sharknado 3: Oh Hell No!   | офицер Дэвис, полицейская-охранница парка развлечений |
| 2015 | ф  |                                 | Karla                      | Сидни                                                 |
| 2017 | ф  | Морской пехотинец 5: Поле битвы | The Marine 5: Battleground | Ана                                                   |

### Дизайн и работа риелтором
После ухода из WWE Уэлле объявила о своих планах открыть собственную линию одежды и драгоценностей под названием House of Maryse. Кроме того, Марис год училась, чтобы получить лицензию риелтора, и в конце 2013 года стала работать в Лос-Анджелесе.

## Личная жизнь
Родным языком для Уэлле является французский, но она бегло говорит и на английском языке. Она также может читать по-испански, но не может говорить на этом языке. На левом запястье у девушки есть тату с именем её отца — Гай (англ. Guy). Марис — обладательница степени по управлению бизнесом, а также имеет чёрный пояс по боевым искусствам. Любимой актрисой Уэлле является Скарлетт Йоханссон. Уэлле является поклонницей творчества групп Nickelback и Simple Plan, а также любит техно-музыку.
C 20 февраля 2014 года Марис замужем за рестлером Майком Мизанином, с которым она встречалась 7 лет до их свадьбы. У супругов есть две дочери — Монро Скай Мизанин (род. 27.03.2018) и Мэдисон Джейд Мизанин (род. 20.09.2019).

## В рестлинге

### Любимые приёмы

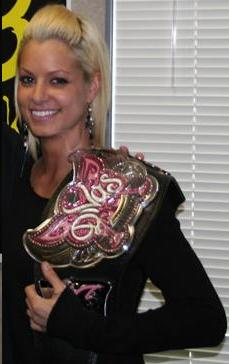
Марис с чемпионским поясом

- Завершающие приёмы
  - French Kiss (Snap DDT[англ.])[8][78]
  - French TKO (круговой удар ногой с разворота)[8][79]
- Коронные приёмы
  - French Pain[8] (Camel clutch[англ.])[80][81][82]
  - Передняя русская подсечка[83][84]
  - Hair-pull mat slam[англ.][8]
  - Single leg Boston crab[англ.][8]
  - Spinning backbreaker[англ.][8][83]

### Прозвища
- «The French-Canadian Beauty»[85]
- «The Sexiest of the Sexy»[86]
- «The Sultry Diva»[86][87]
- «The French Phenom»[88]

### Титулы и достижения
- Pro Wrestling Illustrated
  - № 9 в списке 50 лучших девушек рестлеров 2009 года[89]
- World Wrestling Entertainment
  - Чемпион див WWE (2 раза)[39][90]